# Бекерський
Бекерський — українське прізвище.

## Відомі носії
- Бекерський Михайло Сергійович — повстанець, юнак Спільної юнацької школи[1].